# Earl Sutherland
Earl Wilbur Sutherland Jr. (Burlingame, 19 de novembro de 1915 — Miami, 9 de março de 1974) foi um fisiologista estadunidense.
Foi agraciado com o Nobel de Fisiologia ou Medicina de 1971, por estudos sobre os mecanismos hormonais e demonstrar o desenvolvimento de numerosos processos metabólicos que ocorrem nos animais.